# Jelizarovskaja (metrostation)
Jelizarovskaja (Russisch: Елизаровская) is een station van de metro van Sint-Petersburg. Het station maakt deel uit van de Nevsko-Vasileostrovskaja-lijn en werd geopend op 25 december 1970. Station Jelizarovskaja ligt in het zuidoosten van Sint-Petersburg, niet ver van de oever van de Neva. In de planningsfase werd het station Prospekt Jelizarova genoemd.
Het metrostation ligt 62 meter onder de oppervlakte en is van het bouwtype "horizontale lift". Dit type stations beschikt over een centrale perronhal die door middel van automatische schuifdeuren van de sporen wordt gescheiden. Het bovengrondse toegangsgebouw bevindt zich op de kruising van de Prospekt Jelizarova en de Oelitsa Baboesjkina. Aan het einde van de perronhal is een reliëf met de titel "De opstand van het proletariaat" aangebracht.